# Piotr Buchalski
Piotr Buchalski (* 4. März 1981 in Płock, Polen) ist ein ehemaliger polnischer Ruderer.

## Karriere
Buchalski begann mit dem Rudersport im Jahr 1997. Erste internationale Erfahrung sammelte er bei den Weltmeisterschaften der Junioren im Jahr danach, bei denen er mit dem polnischen U19-Achter Platz 10 belegte. Als 18-Jähriger konnte er bereits das erste Mal beim Ruder-Weltcup starten, er wurde als Leichtgewicht im Achter im belgischen Hazewinkel eingesetzt und gewann prompt eine Silbermedaille. Im gleichen Jahr gewann er im polnischen Nachwuchsachter der offenen Gewichtsklasse die Goldmedaille bei den Junioren-Weltmeisterschaften in Plowdiw. Nach dem Erreichen der Seniorenaltersklasse ruderte Buchalski 2000 bei den U23-Weltmeisterschaften im Achter und belegte dabei Platz 5 im A-Finale.
Nach einer Saison ohne internationale Regattateilnahme konnte sich Buchalski 2002 als feste Größe des polnischen Männer-Achters etablieren. Im Olympiazyklus von Athen nahm er mehrfach am Weltcup sowie an den Weltmeisterschaften 2002 in Sevilla und 2003 in Mailand teil. Die Mannschaft erreichte bei den Titelkämpfen jeweils das B-Finale. Zu den Olympischen Sommerspielen 2004 in Athen ruderte Buchalski ebenfalls im polnischen Achter mit Mikołaj Burda, Bogdan Zalewski, Rafał Hejmej, Dariusz Nowak, Wojciech Gutorski, Sebastian Kosiorek, Michał Stawowski und Steuermann Daniel Trojanowski. Die Mannschaft konnte das Finale nicht erreichen und belegte Platz 8 in der Gesamtwertung.
In den vier Jahren vor den Spielen von Peking konnte sich der polnische Achter mit Buchalski regelmäßig im A-Finale der Weltmeisterschaften platzieren. Bei den Weltmeisterschaften 2005 in Japan wurde Platz 5 belegt, im Folgejahr bei der Ruder-WM in Eton Platz 6. In München 2007 folgte ein weiterer fünfter Platz und mit der Silbermedaille bei den wiedereingeführten Europameisterschaften im heimischen Posen gelang Buchalski und dem polnischen Achter die erste Podestplatzierung. In der olympischen Saison 2008 wurde er noch dreimal beim Weltcup eingesetzt, dann aber nicht für die Olympischen Sommerspiele in Peking berücksichtigt. Zu den Europameisterschaften 2009 in Athen wenige Wochen später durfte Buchalski zurück ins polnische Topteam und mit diesem konnte er eine EM-Bronzemedaille gewinnen.
Nach den Olympischen Spielen in Peking wurde das polnische Großboot einem größeren personellen Umbruch unterzogen. Buchalski fand keinen Weg zurück, startete aber noch ein Jahr im Vierer ohne Steuermann. Er beendete seine aktive Karriere im Rudersport mit einem 11. Platz bei den Weltmeisterschaften im heimischen Posen.
Buchalski startete für den Verein Płockie TW. Bei einer Körperhöhe von 1,91 m betrug sein Wettkampfgewicht rund 85 kg.